# Акімова Тетяна Сергіївна
Тетяна Сергіївна Акімова (рос. Акимова Татьяна Сергеевна, 26 лютого 1990) — російська біатлоністка, бронзова призерка чемпіонату світу 2017 в складі змішаної естафети.